# Jean-Claude Henriot
Pour les articles homonymes, voir Henriot.
Jean-Claude Henriot est un pianiste français né à Paris le 21 octobre 1948.

## Biographie
Jean-Claude Henriot entre à 14 ans au Conservatoire de Paris et est formé dans les classes d'Yvonne Lefébure et d'Yvonne Loriod. Durant ses études, il rencontre notamment le mari de cette dernière, Olivier Messiaen.
Il mène dans sa jeunesse une carrière parallèle de joueur de bridge et remporte un titre de champion de France amateur en 1979.
Attiré par la musique de chambre, il crée notamment le Quatuor Olivier Messiaen avec le violoniste solo de l'Orchestre de Paris Alain Moglia, le violoncelliste solo de l'Opéra national de Paris René Benedetti et le clarinettiste de l'Ensemble intercontemporain Michel Arrignon. Ensemble, ils enregistrent le Quatuor pour la fin du temps de Messiaen, sous la direction artistique du compositeur, version qui a reçu plusieurs récompenses[réf. nécessaire]. Il se produit et enregistre également un disque avec la violoniste de l'Ensemble intercontemporain Maryvonne Le Dizès. Plus récemment il joue avec le jeune violoncelliste  Edgar Moreau
Après de nombreuses collaborations avec l’Ensemble Intercontemporain, il se produit régulièrement avec l’Ensemble Aleph, dans le cadre d'une résidence au Théâtre de l'Aquarium de La Cartoucherie de Vincennes, participant notamment à l'enregistrement de l'œuvre de théâtre musical La Rose des vents de Mauricio Kagel en 2016, qui est récompensé par Diapason et Télérama[réf. nécessaire]. Avec les membres de l'ensemble Christophe Roy et Noémi Schindler il a aussi créé le Troisième Trio de Kagel.
En 2011, il enregistre pour Dux Records les Variations Diabelli de Ludwig van Beethoven, puis en 2015, les Bagatelles pour piano de Beethoven. Ces disques reçoivent les plus hautes récompenses de Classica, Pianiste (magazine), Crescendo et de Pizzicato Magazine,,,.
Jean-Claude Henriot a enseigné successivement au Conservatoire national supérieur de musique et de danse et au Conservatoire à rayonnement départemental d'Évry. Parmi ses élèves on compte notamment le compositeur Philippe Schoeller[réf. nécessaire].

## Choix d'enregistrements
- 1987 : Avec Maryvonne Le Dizès : Œuvres de Schoenberg, Berio, Copland, Ives, Messiaen, Maderna (Adda)
- 1987 : Avec le Quatuor Messiaen : Quatuor pour la fin du temps de Messiaen (Pierre Verany)
- 2007 : Œuvres d'Ivan Bellocq (Dux)
- 2011 : Beethoven, Variations Diabelli, op. 120 (Dux)
- 2015 : Beethoven, Onze bagatelles op. 119 et Six bagatelles op. 126, Fantaisie pour piano opus 77, 32 variations en do mineur, Andante Favori (Dux)
- 2017 : Avec l'Ensemble Aleph : Kagel, La Rose des vents (Evidence)
- 2018 : Schumann, Kreisleriana op. 16, Nachtstücke op. 23, Geistervariationen (Dux)